# Улица Братьев Коростелёвых
Улица Братьев Коростелёвых находится в Самарском, Железнодорожном и Ленинском районах города Самара.
Начинается на окраине исторического центра города от реки Самары в районе Старой Бухты и железнодорожного моста. Пересекается с улицей Венцека, Ленинградской улицей, переулками Тургенева и Гончарова, улицей Льва Толстого, переулком Белинского, Красноармейской, Рабочей и Вилоновской улицами. Заканчивается пересечением с Ульяновской улицей. Улица Братьев Коростелёвых пролегает параллельно Ленинской и Арцыбушевской улицам.

## История
Бывшая Уральская улица переименована 27 апреля 1934 года в память о живших здесь братьях-революционерах Александре и Георгии Коростелёвых.
Раньше улица Братьев Коростелёвых продолжалась до Полевой улицы («Верхней Полевой»). Но в 2007 году участок между улицами Ярмарочной и Полевой был переименован в улицу Пушкина, несмотря на то, что именно на этом отрезке расположен дом № 220, в котором жили Коростелёвы. Нумерация домов при переименовании не изменилась.

## Транспорт
Автобус3, 13, 177.
Маршрутные такси, коммерческие автобусы48д, 105, 109д, 118, 127, 128, 140.
Троллейбус6, 16.
Трамвайпересекает по улице Красноармейской (маршруты 1, 3, 5, 15, 16, 20, 20к, 22).

## Здания и сооружения
- Стадион «Динамо» — один из старейших стадионов Самары, открыт в 1948 году (адрес: ул. Льва Толстого, 97А)[6].
- Театр «Самарт» (адрес: ул. Льва Толстого, 109)
- 39-41 литеры Б и В — двухэтажные деревянные дома, включённые в список объектов культурного наследия как «Мещанская усадьба начала XX века»[7].
- Домовая церковь Серафима Саровского при Православной классической гимназии. Бывшая домовая церковь при Шихобаловской богадельне (адрес: ул. Красноармейская, 91)[8][9]
- Здание института «Гипровостокнефть» (ул. Красноармейская, 93б)[10]
- Доходный дом Михаила Дмитриевича Челышёва, построенный в 1899 году по проекту А. А. Щербачёва. Русский стиль, красный кирпич. (ул. Красноармейская, 60)[11].
- «Дом Красной Армии», на доме мемориальная доска В. С. Антонову: «В этом доме с 1954 г. по 1996 г. жил легендарный комбриг кавалер четырёх полководческих орденов Виктор Сергеевич Антонов» (адрес ул. Красноармейская, 62/Арцыбушевская, 38).
- 144 — Департамент финансов Администрации городского округа Самара

## Почтовые индексы
- 443001
- 443020
- 443041[12]